# Dwór w Chybach (Poznań)
Dwór w Chybach – barokowo-klasycystyczny dwór, zlokalizowany w Poznaniu, na terenie Chyb (osiedle Kiekrz), przy ul. Dolne Chyby, nad jeziorem Kierskim. W 1970 wpisany do rejestru zabytków pod numerem 1202/A.

## Położenie
Obiekt znajduje się na terenie tej części  wsi Chyby, która w 1989 została włączona w granice administracyjne Poznania. W praktyce do miasta włączono tylko dwór, park i kaplicę dworską (obecnie kościół św. Stanisława Biskupa i Męczennika).

## Historia i architektura
Skromny, parterowy, dwutraktowy dwór został zbudowany przez lokalnych posiadaczy ziemskich, Suchorzewskich, w drugiej połowie XVIII wieku. Budynek miał użytkowe poddasze i kryty był dachem mansardowym. Przebudowywano go dwukrotnie: w 1893 i w pierwszej ćwierci XX wieku. Zmieniono wówczas wygląd frontu, wystawkę tylną, część wnętrz, a także dodano kolumnowy ganek przy elewacji ogrodowej. Po 1904 majątek uległ parcelacji. W okresie międzywojennym mieszkał tutaj anglista, profesor Uniwersytetu Poznańskiego, Anglik, Bernard Massey. Po 1945 przebudowano wnętrza, a także uproszczono wygląd zewnętrzny (usunięto boniowanie i kompozytowe pilastry wystawki frontowej). Przebudowano go jeszcze w latach 1986 i 1993. Mimo to dwór zachował swój barokowy wygląd.

## Park
Park dworski liczy około pięć hektarów. Pochodzi z końca XVIII wieku. Od dworu do jeziora teren zajmuje duża polana otoczona starodrzewem (głównie topole białe i lipy).